# Лизимах
Вижте пояснителната страница за други личности с името Лизимах.
Лизимах (на старогръцки: Λυσίμαχος) е пълководец на Александър Македонски. По-късно е един от неговите диадохи (приемници) и става цар на Тракия (от 306 г. пр. Хр.), Мала Азия (от 301 г. пр. Хр.) и Македония (от 288 г. пр. Хр., заедно с Пир I).

## Живот
Лизимах е син на Агатокъл Пелски и Арсиноя и произхожда от знатно македонско семейство. По рождение е тесалиец. Баща му получава още от Филип II македонско гражданство. Ариан го споменава като един от телохранителите (somatophylakes) на Александър Велики (Arr., 6.28). Курций съобщава, че веднъж при лов на лъвове в Сирия, той сам убива звяр с изключителна големина, който успява да му нарани лявата плешка до кокал (Curt., 8.1).
През 321 г. пр. Хр. или есента 319 г. пр. Хр. той се жени за Никея, дъщеря на македонския регент Антипатър и сестра на македонския цар Касандър. С нея има три деца:
- Агатокъл († 283/282 г. пр. Хр.)
- Арсеноя I († 279 г. пр. Хр.), първата съпруга на цар Птолемей II от Египет
- Евридика († 287 г. пр. Хр.), омъжена за цар Антипатър I от Македония.

През 302 г. пр. Хр. след смъртта на Никея, Лизимах се жени втори път за Амастрида, племенница на Дарий III. С нея има син Александър, който е убит през 275 г. пр. Хр.
Трети път се жени за Арсиноя II Филаделфия, дъщеря на Птолемей I Сотер и Береника I и има с нея три сина: Птолемей († сл. 281 г. пр. Хр.; вероятно е сърегент на Птолемей II), Лизимах († 281 г. пр. Хр. убит) и Филип († 281 г. пр. Хр. убит).
С една одриска метреса той има още един син с името Александър († вер. 277 г. пр. Хр., регент на Македония).
Лизимах имал общо петнадесет деца.

## Основни етапи от биографията му
- През 323 г. пр. Хр. в резултат от разделянето на империята на Александър Велики, става владетел на Тракия.
- През 315 г. пр. Хр. сключва съюз с диадохите („приемниците“) на Александър Касандър, Птолемей I Сотер и Селевк I Никатор против Антигон I Едноокий.
- През 313 г. пр. Хр. побеждава разбунтувалия се тракийски цар Севт III на Хемус. След това превзема Калатис
- През 309 г. пр. Хр. основава своя град Лизимахия на полуостров Галиполи
- През 306 г. пр. Хр. приема титлата цар, както и другите диадохи.
- През 301 г. пр. Хр. след битката при Ипс, присъединява към държавата си ред области в Мала Азия чак до Тавър.
- След 297 г. пр. Хр. боеве с въстаналите гети на Дромихет
- През 288 г. пр. Хр. завладява понтийска Хераклея
- През 285 г. пр. Хр. в съюз с царя на Епир Пир отвоюва от Деметрий I Полиоркет Македония, а след това, изгонва Пир и става цар на Македония.
- През 281 г. пр. Хр. е убит в битка срещу Селевк I Никатор при Курупедия в Лидия.